# Гараметнияз
Гараметнияз (туркм. Garamätnyýaz) — посёлок городского типа в Керкинском этрапе Лебапского велаята, Туркменистан. Посёлок расположен на берегу Каракумского канала в 100 км от железнодорожной станции Керки (на линии Туркменабад — Керкичи).
Статус посёлка городского типа с 1957 года. До 5 мая 1993 года носил название Карамет-Нияз.

## Население
| 1959 | 1970 | 1979 | 1989 |
| ---- | ---- | ---- | ---- |
| 1764 | 1841 | 1925 | 1033 |